# Lucy Wortham James
Pour les articles homonymes, voir James.
Lucy Wortham James (13 septembre 1880 - 20 janvier 1938) est une philanthrope américaine. Elle a consacré sa vie à aider les autres et à financer la recherche médicale. Elle a fait don d'une partie de Maramec Spring (en), qui est maintenant un parc ouvert au public et entretenu par la Fondation James.

## Biographie
Lucy James est né à St. James, dans le Missouri, de Thomas James et Octavia Bowles James. Elle était une descendante de la famille qui possédait les Maramec Iron Works (en), créés par son grand-père, William James, qui ont débuté la production de fer dans le Missouri avec la première usine sidérurgique prospère à l'ouest du fleuve Mississippi. L'entreprise sidérurgique a fait faillite avant la naissance de Lucy James et elle a grandi, jusqu'à l'âge de trois ans, dans le Dakota du Sud où son père était devenu commerçant de fourrures. Elle passait ses étés à Maramec Spring avec sa grand-mère, Lucy Ann Dun James. Sa mère, à cause de problèmes de santé, a décidé de revenir à St. James.
L'oncle de Lucy James, Robert G. Dun, a payé ses études. Elle a étudié à Kansas City, à New York et à Vienne. Elle étudiait à Vienne pour devenir pianiste de concert avec Teodor Leszetycki. À l'âge de 23 ans, elle a épousé Huntington Wilson (en). Ils passèrent leur temps ensemble à parcourir le monde. Ils ont divorcé 12 ans plus tard sans enfants. Elle a ensuite résidé à New York. Robert Dun, à sa mort, légua au père de Lucy James une grande partie des actions de son agence de rapport, Dun & Bradstreet. En raison de problèmes juridiques, il n'a pas pu les recevoir. En 1912, elle a hérité des actions de son père après une longue procédure judiciaire. Elle a partagé son temps entre New York et St. James. Elle était membre du New York Theatre Guild (en) et a été acceptée dans la haute société new-yorkaise. Elle a également été acceptée à St. James, en dépit du fait que les petites villes détestent les « gens riches des villes ».
Avec l'argent dont elle a hérité, elle a commencé à aider plusieurs organisations, parmi lesquelles l'Église épiscopale de la Trinité (en), le Masonic Cemetery et la bibliothèque publique de St. James. Elle a fait campagne pour le président William Howard Taft pendant son année de réélection. Elle voulait aider ceux qui étaient moins chanceux qu'elle et participait à l'aide aux personnes âgées afro-américaines et faisait des dons pour la recherche médicale. Elle a donné de l'argent pour aider à la construction de la Johns Hopkins Woman's Clinic. Elle a financé le premier budget pour la médecine animale au Memorial Hospital à New York.
En voyage avec son mari en Amérique centrale et en Amérique du Sud, Lucy James a été gravement atteinte par le mal des montagnes. De retour chez elle, elle a été soignée à l'hôpital universitaire Johns Hopkins. Sa santé ne s'est jamais complètement rétablie. Elle souffrait de néphrite et d'une grave carence en calcium associée à sa tuberculose. En 1929, elle subit une intervention chirurgicale mais ne se rétablit jamais complètement. Cependant, elle a continué de prendre des dispositions avec la Fondation James pour assurer un avenir aux objectifs qu’elle voulait encore atteindre tout en continuant de lutter contre la maladie. Elle meurt à New York en 1938.
Elle a acheté trois parcelles de terrain, réparties dans des comtés de Phelps et Crawford, sur plus de 300 hectares. Cela comprenait la source de Maramec (en), qui était autrefois le site de Maramec Iron Works. Elle n'a accepté aucune proposition émanant d'entreprises qui souhaitaient y établir une autoroute ou une ligne de transport d'électricité, parce que c'était « un endroit d'une grande beauté naturelle ». C'est à ce moment-là qu'elle fournit les premiers fonds pour le Lucy Wortham James Memorial, également connu sous le nom de St. James Foundation. Après son décès, elle a laissé une partie de sa succession au New York Community Trust afin de poursuivre ses intérêts philanthropiques, notamment l'ouverture de Maramec Spring en tant que parc privé ouvert au public. Le parc a été ouvert en 1965. Parallèlement à son ouverture, la fondation a construit la James Memorial Library (en), gagné 56 acres supplémentaires au parc et construit une piscine et un lac pour la pêche. Des subventions ont également été accordées à l’hôpital Phelps County Memorial Hospital, aux scouts, à des groupes de citoyens et à l’église épiscopale de la Trinité.